# Lepidobremia mahensis
Lepidobremia mahensis är en tvåvingeart som först beskrevs av Jean-Jacques Kieffer 1911.  Lepidobremia mahensis ingår i släktet Lepidobremia och familjen gallmyggor.
Artens utbredningsområde är Seychellerna. Inga underarter finns listade i Catalogue of Life.